# نورتون، نورث‌همپتون‌شر
نورتون (به انگلیسی: Norton) یک روستا و محله مدنی در بریتانیا است که در Daventry واقع شده‌است. نورتون ۴۳۴ نفر جمعیت دارد.